# Yevgeni Semyonov
Yevgeni Igorevich Semyonov (tiếng Nga: Евгений Игоревич Семёнов; sinh ngày 17 tháng 1 năm 1998) là một cầu thủ bóng đá người Nga thi đấu cho FSK Dolgoprudny.

## Sự nghiệp câu lạc bộ
Anh có màn ra mắt tại Giải bóng đá chuyên nghiệp quốc gia Nga cho FSK Dolgoprudny vào ngày 18 tháng 8 năm 2017 trong trận đấu với FC Pskov-747.